# John W. Stewart
John W. Stewart (Middlebury, 1825. november 24. – Middlebury, 1915. október 29.) az Amerikai Egyesült Államok szenátora (Vermont, 1908).